# Бабское
Бабское (укр. Бабське) — село в Перегинской поселковой общине Калушского района Ивано-Франковской области Украины.
Население по переписи 2001 года составляло 153 человека. Занимает площадь 4,704 км². Почтовый индекс — 77673. Телефонный код — 03474.